# Monster Hunter 2
Monster Hunter 2 (モンスターハンター2) est un jeu vidéo de type action-RPG développé et édité par Capcom, sorti en 2006 sur PlayStation 2.

## Accueil
- Famitsu : 37/40[1]